# Creature Comforts
Creature Comforts é um curta-metragem britânico lançado em 1989, sobre como os animais se sentem vivendo em um zoológico. Posteriormente, tornou-se uma série de comerciais da Heat Electric, e uma série de televisão em 2003.

## Filme
O filme original de cinco minutos foi concebido e dirigido por Nick Park, e produzido pela Aardman Animations. O áudio apresenta vozes reais de pessoas britânicas, atuando como se fosse uma pesquisa de rua. O diálogo foi criado ao entrevistar residentes de um conjunto habitacional, de um asilo e de uma família que vivia em uma loja local (os ursos).
Já o vídeo apresenta vários animais em um zoológico entrevistados sobre suas condições de vida. Estão incluídos tartarugas, uma gorila, uma família de ursos polares e uma onça-pintada melancólica, que reclama da falta de espaço onde mora. Através da técnica de claymation os animais tomaram forma. Um dos personagens mais populares é a onça: segundo os comentários em áudio da versão em DVD, tal diálogo é fruto da entrevista com um estudante brasileiro que vivia em um hotel da região, descrevendo sua própria situação naquele local.

## Série
Em 2003, uma série de filmes Creature Comforts feita pela Aardman Animations foi lançada para a rede britânica de televisão ITV, com episódios dirigidos por Richard Goleszowski. A série também apareceu na Comedy Central. A partir de 2005, também foi apresentada na Austrália e nos Países Baixos. A série é cercada por humor, como a discussão filosófica de uma ameba.

## Versão dos Estados Unidos
A partir de junho de 2007, a CBS planejou mostrar sete episódios de uma versão estado-unidense da série, apresentando vozes de nativos, assim como no original britânico. Entretanto, somente três episódios foram ao ar devido à baixa audiência, e o programa foi substituído por reapresentações de episódios de The New Adventures of Old Christine. O restando dos episódios foi eventualmente apresentados no Animal Planet em 2008.
Uma versão em DVD dos sete episódios foi lançada em outubro de 2007 pela Sony, agora intitulada Creature Comforts America. Também há uma versão em Blu-Ray.